# Amritdhari
Amritdhari est un sikh qui a été initié au Khalsa par la cérémonie baptismale de l'Amrit Sanskar instaurée par Guru Gobind Singh en 1699. Amrit signifie “nectar” et fait référence à l'eau sanctifiée de la cérémonie, et, dhari veut dire “pratiquant”. Le croyant qui suit les lois du Rehat Maryada obéit de fait à la règle des Cinq K et à la discipline sikhe où prières, méditations et partage sont mis en avant.